# Drunk Tank Pink
Albums de Shame
Songs of Praise
(2018)
Drunk Tank Pink est le deuxième album du groupe anglais Shame, paru le 15 janvier 2021 chez Dead Oceans.
À l'instar du précédent album du groupe, l'album reçut de très bonnes critiques de la part de la presse.

## Titre et pochette
La pochette de l'album représente deux photos en noir et blanc du père du batteur Charlie Forbes. Le titre de l'album désigne une teinte particulière de rose, cette dernière coloriant d'ailleurs le titre de l'album et le nom du groupe sur la pochette
.

## Liste des morceaux
Toutes les chansons sont écrites et composées par le groupe Shame.
| 1.    | Alphabet            | 2:52 |
| 2.    | Nigel Hitter        | 3:24 |
| 3.    | Born In Luton       | 4:49 |
| 4.    | March Day           | 3:12 |
| 5.    | Water in the Well   | 3:07 |
| 6.    | Snow Day            | 5:20 |
| 7.    | Human, For a Minute | 4:34 |
| 8.    | Great Dog           | 2:00 |
| 9.    | 6/1                 | 2:39 |
| 10.   | Harsh Degrees       | 3:09 |
| 11.   | Station Wagon       | 6:35 |
| 41:35 |                     |      |